# LICIACube
Light Italian CubeSat for Imaging of Asteroids (LICIACube) es un cubesat de seis unidades de la Agencia Espacial Italiana (ASI), y parte de la misión DART de NASA.
Su misión fue llevar a cabo un análisis observacional del sistema binario de asteroides Didymos después del impacto de DART en Dimorphos.
El cubesat se comunicaba directamente con el Centro de Datos de Ciencia Espacial (SCDC) de la Agencia Espacial Italiana, enviando imágenes de la eyección y el penacho provocado por el impacto de DART. Además, realizó un estudio de los asteroides durante su sobrevuelo al sistema Didymos, a una distancia de 56,7 km, 165 segundos posterior al impacto de DART.
LICIACube es la primera nave espacial autónoma puramente italiana en el espacio profundo.

## Historia
LICIACube es la primera misión de espacio profundo desarrollada y gestionada de forma autónoma por un equipo italiano. Para colaborar en el diseño, integración y pruebas del cubesat, la Agencia Espacial Italiana seleccionó a la compañía aeroespacial Argotec, mientras que el LICIACube GS tiene una arquitectura compleja basada en un centro de control de misión en Turín alojado por Argotec y un centro de operaciones científicas en Roma. Las antenas de la Red de Espacio Profundo de la NASA (NASA DSN) y el archivo y procesamiento de datos se gestionan en el SSDC ASI. El equipo científico que realiza este cubesat está dirigido por el Instituto Nacional de Astrofísica INAF (OAR, IAPS, OAA, OAPd, OATs) con el apoyo de IFAC-CNR y la Universidad Parthenope de Nápoles. El equipo cuenta con el apoyo de la Universidad de Bolonia para la determinación de órbitas y la navegación por satélite y la Universidad Politécnica de Milán, para el análisis y la optimización de la misión. El equipo de LICIACube incluye a la comunidad científica italiana más amplia involucrada en la definición de todos los aspectos de la misión: diseño de trayectoria; definición de la misión (y determinación de la órbita en tiempo real durante las operaciones); simulación de impacto, plumas e imágenes, y modelización, en preparación de un marco adecuado para el análisis e interpretación de datos in situ. Los principales desafíos tecnológicos durante la misión (orientación autónoma e imágenes de un cuerpo tan pequeño durante un sobrevuelo rápido con los recursos limitados de un cubesat) son asequibles gracias a la cooperación entre los equipos mencionados en apoyo de las tareas de ingeniería.

## Diseño del cubesat
Para hacer frente a la misión, la plataforma Argotec utiliza un sistema de navegación autónomo, dos paneles solares ligeros, un sistema de propulsión integrado con propulsores de 50 mN de empuje e isp de 40 s, dos cámaras, un sistema de comunicación de banda X y una computadora de a bordo avanzada.

## Carga útil científica
LICIACube está equipado con dos cámaras ópticas para realizar reconocimiento de asteroides durante el sobrevuelo, denominadas LEIA (LICIACube Explorer Imaging for Asteroid), una cámara catadióptrica, un campo de visión estrecho (FoV) de 2.06 °, 25 microradianes / píxeles, 2048x2048 píxeles, monocromo, logrando una mejor resolución de 1.38 m / pix en el enfoque más cercano), y LUKE (LICIACube Unit Key Explorer), una amplia cámara FoV de 5 ° cámara de imagen con un filtro infrarrojo de patrón RGB Bayer. Estos capturaron datos científicos que revelan la composición del asteroide y proporcionaron datos para su sistema autónomo al encontrar y rastrear el asteroide durante todo el encuentro. Como fue lanzado cuando DART aceleró por su impacto intencional, tomó una imagen cada 6 segundos durante el período de impacto de DART. Tenía objetivos de sobrevuelo preliminares, incluida la toma de 3 imágenes de alta resolución que revelaban la morfología del asteroide concentrándose en la física del asteroide y las generaciones de penachos después del impacto. Esto puede ayudar a caracterizar las consecuencias del impacto.

## Perfil de la misión

### Lanzamiento
LICIACube se fabricó en Italia y se envió al Laboratorio de Física Aplicada (APL) de la Universidad Johns Hopkins en septiembre de 2021. El 8 de septiembre de 2021, el LICIACube se integró en la nave espacial DART para su lanzamiento el 24 de noviembre de 2021, a las 06:21:02 UTC, dentro de una caja con resorte colocada en la pared de la nave espacial DART.

### Objetivos
Los objetivos de LICIACube son:
- Documentar el efecto del impacto de DART en el miembro secundario del sistema binario de asteroides (65803) Didymos
- Caracterizar la forma del objetivo
- Realizar investigaciones científicas dedicadas al respecto

### Fase de crucero y sobrevuelo
Después del lanzamiento, el cubesat permaneció encerrado dentro de una caja cargada por resorte y se llevó a cuestas con la nave espacial DART durante casi toda la duración de la misión de DART. Se separó el 11 de septiembre de 2022 de DART al ser expulsado a aproximadamente 4 km/h en relación con DART, 15 días antes del impacto. Después del lanzamiento, como parte del proceso de prueba para calibrar la nave espacial en miniatura y sus cámaras, LICIACube capturó imágenes de una Tierra creciente y el cúmulo estelar de las Pléyades, también conocido como las Siete Hermanas. 
Realizó 3 maniobras orbitales para su trayectoria final, que lo volaron más allá de Dimorphos unos 2 minutos y 45 segundos después del impacto de DART. Ese ligero retraso permitió a LICIACube confirmar el impacto, observar la evolución de la pluma, capturar potencialmente imágenes del cráter de impacto recién formado y ver el hemisferio opuesto de Dimorphos que DART nunca vio, mientras se desplazaba más allá del asteroide.

### Misión después del sobrevuelo
Después del sobrevuelo, pasa unas semanas enviando los datos a la Tierra. Dependiendo de su estado y propelente restante, potencialmente puede hacer otra visita a uno de estos asteroides:
| Nombre                 | Fecha                   |
| ---------------------- | ----------------------- |
| 2000 YA                | 30 de marzo de 2023     |
| 2002 JX8               | 29 de abril de 2023     |
| 2002 UQ12              | 9 de noviembre de 2023  |
| 2019 XS                | 16 de noviembre de 2023 |
| 2014 CC14              | 19 de abril de 2024     |
| 2016 JC6               | 15 de mayo de 2024      |
| 14827 Hypnos (1986 JK) | 3 de junio de 2024      |

## Resultados
Se han transmitido varias imágenes a la Tierra que muestran rayos de escombros de impacto que fluyen desde Dimorphos. El 28 de septiembre de 2022, las primeras imágenes del impacto de la sonda LICIACube se publicaron en una página web de la NASA.

## Galería

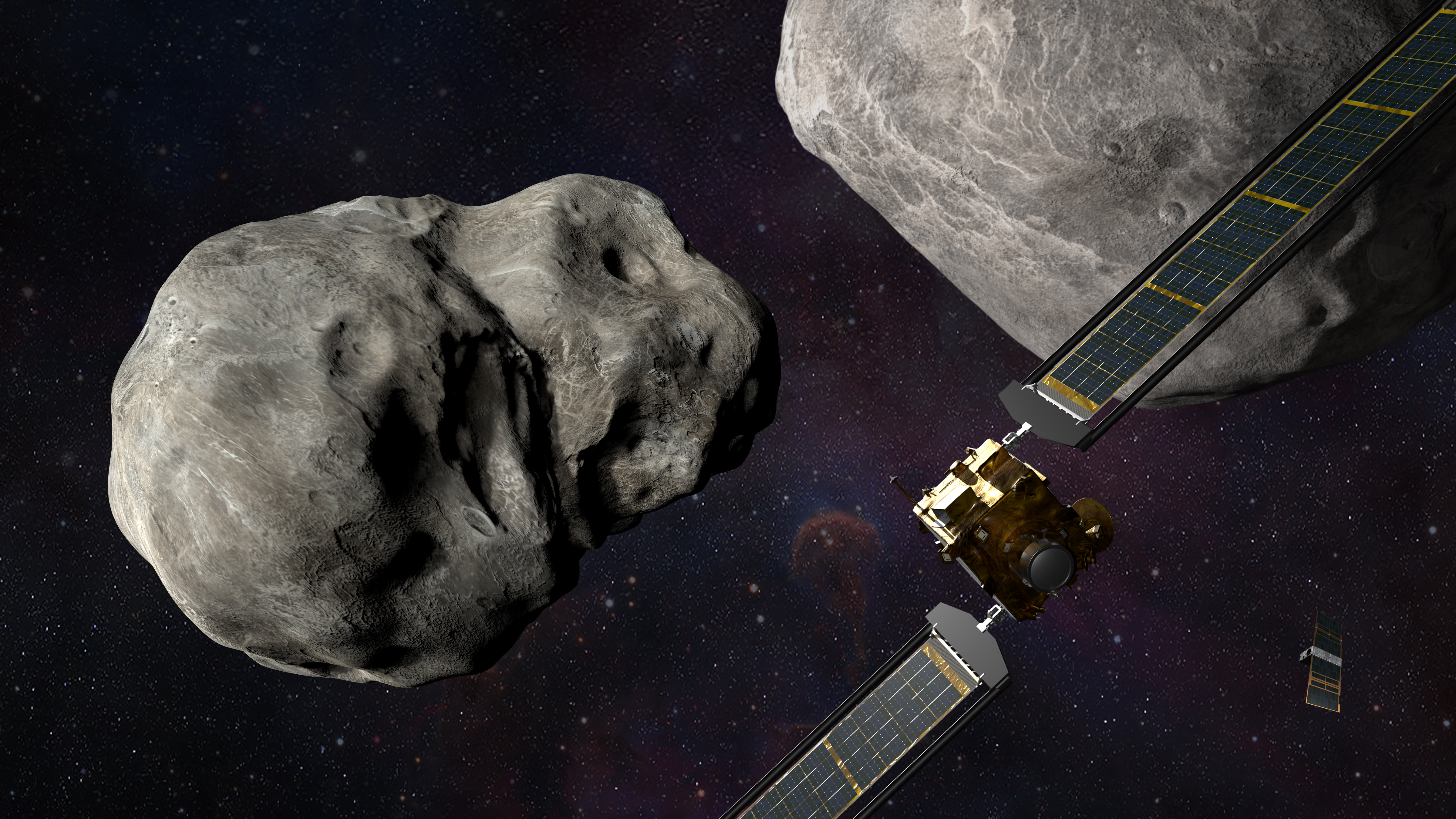
Ilustración artística de DART y LICIACube en el sistema Didymos
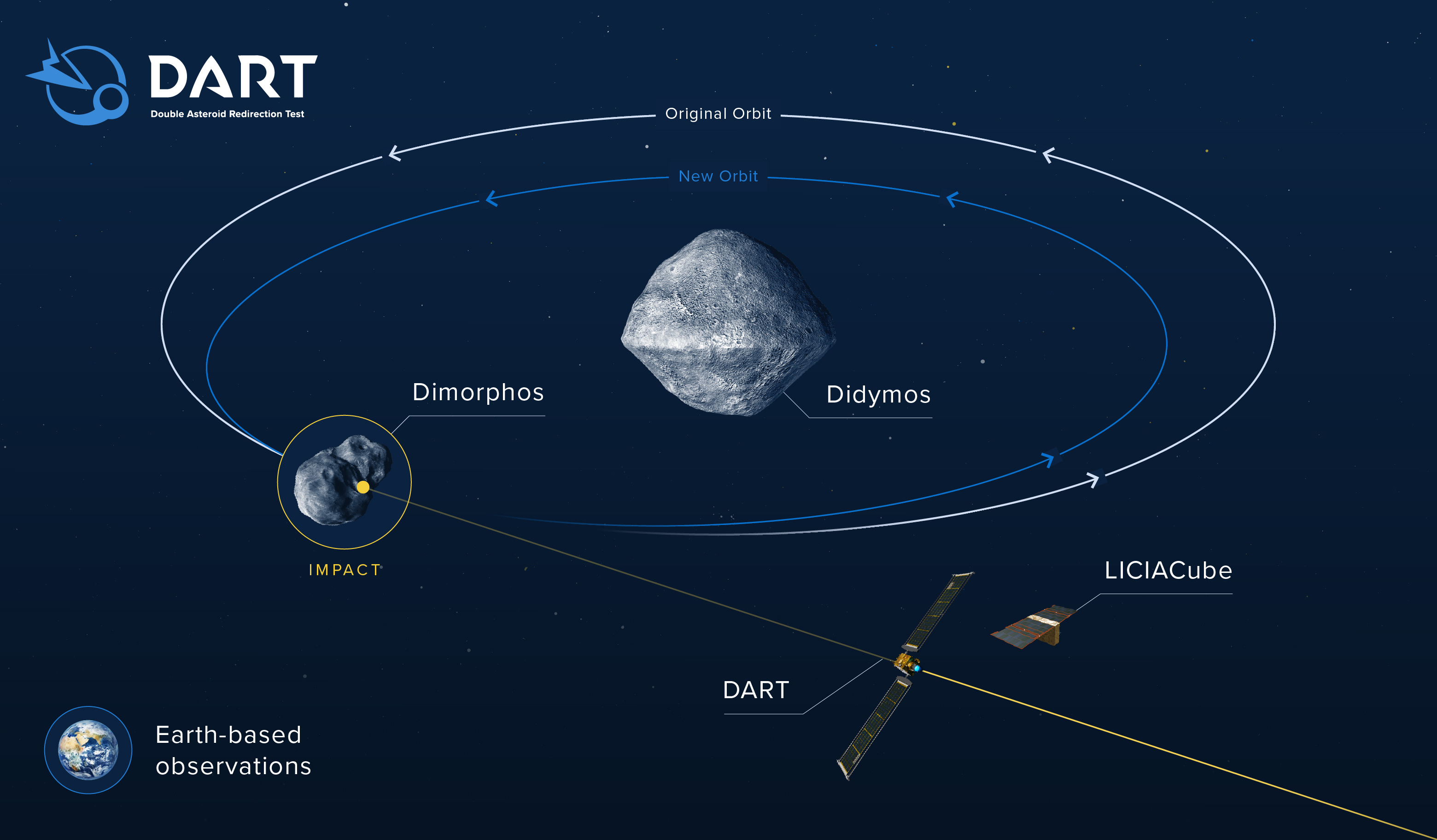
Infografía de los efectos del impacto de DART en la órbita de Dimorphos y el despliegue de LICIACube.
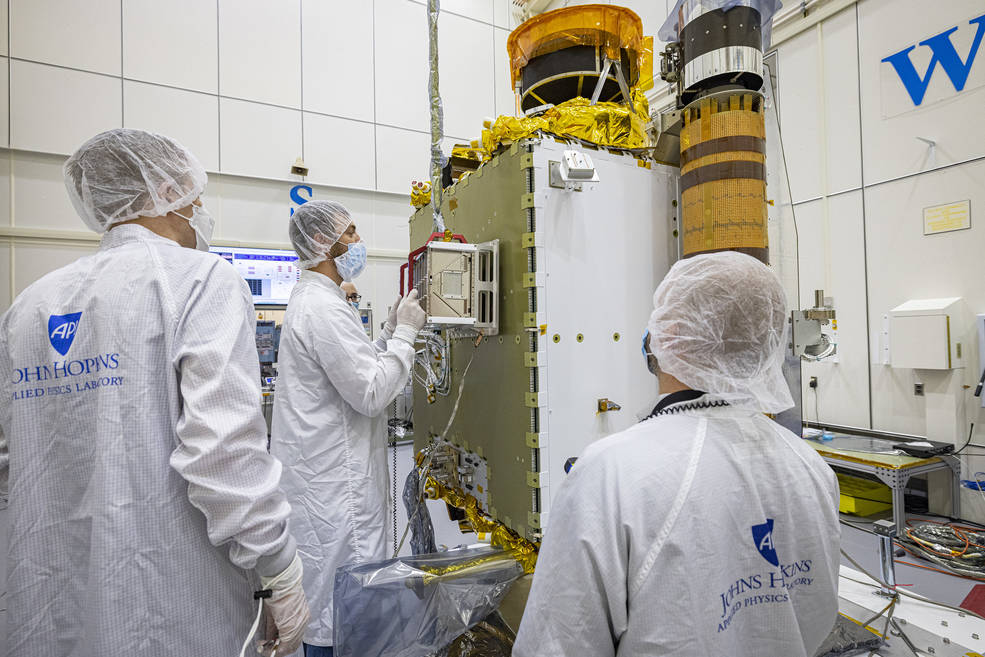
Cubesat LICIACube integrándose en la nave espacial DART
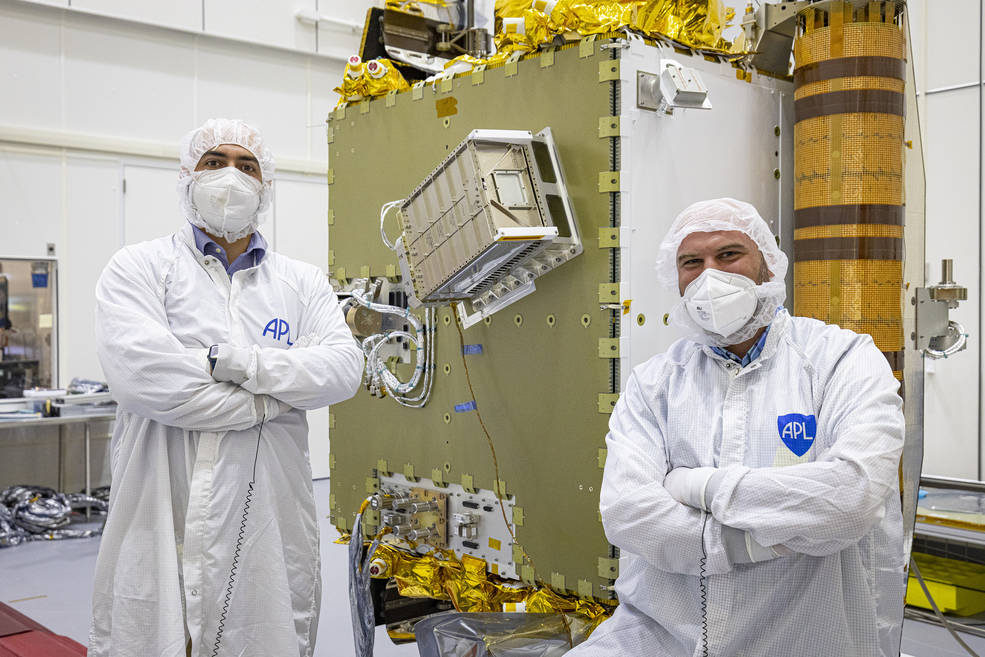
Cubesat LICIACube integrándose en la nave espacial DART
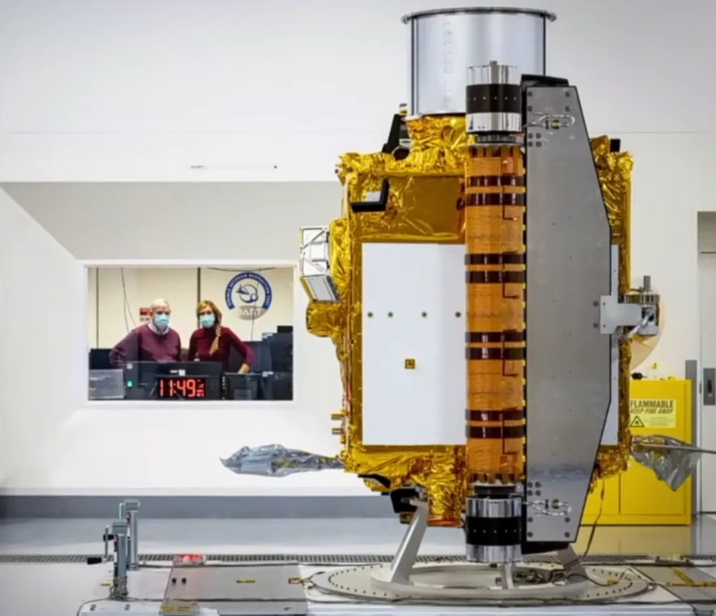
Nave espacial DART con LICIACube sobresaliendo en el centro izquierdo
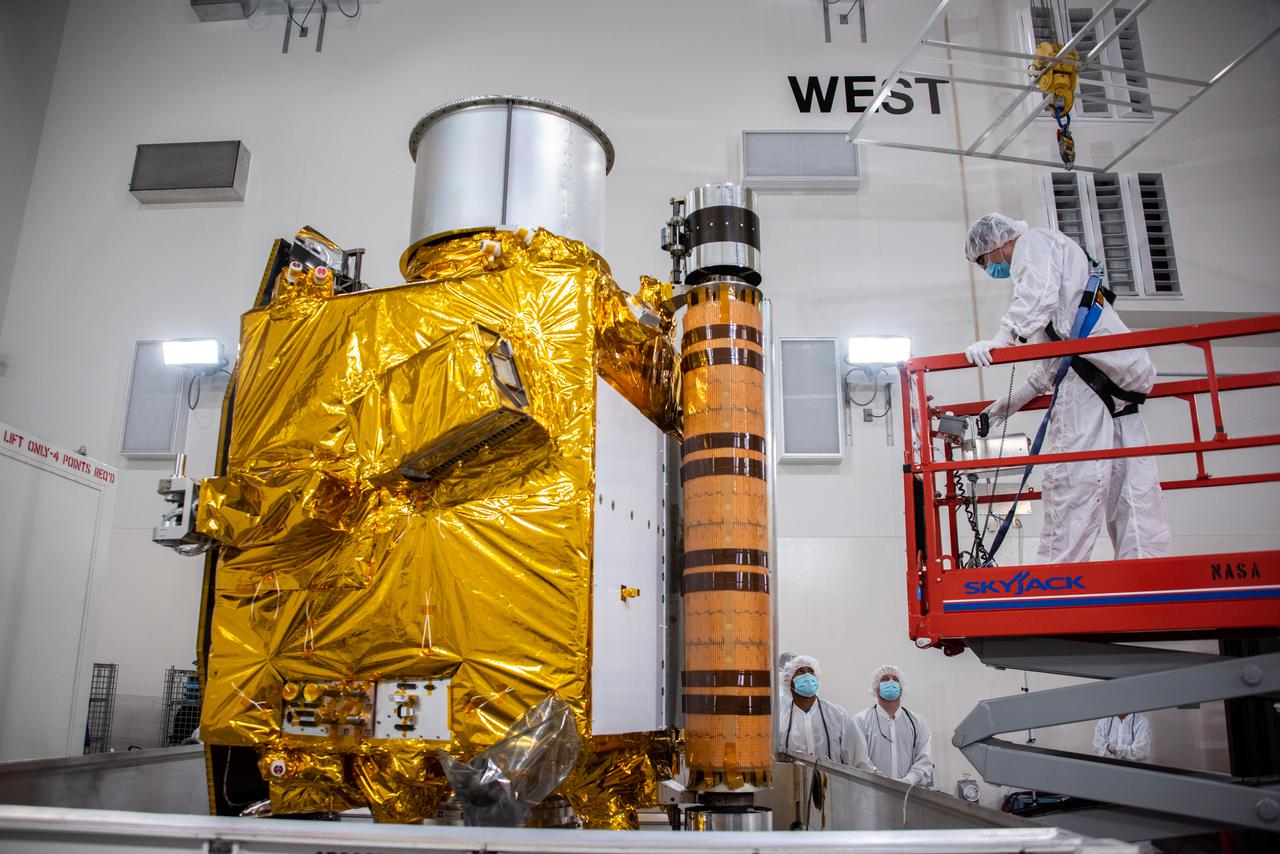
Acoplamiento de DART al adaptador de carga útil (LICIACube visible en el centro)
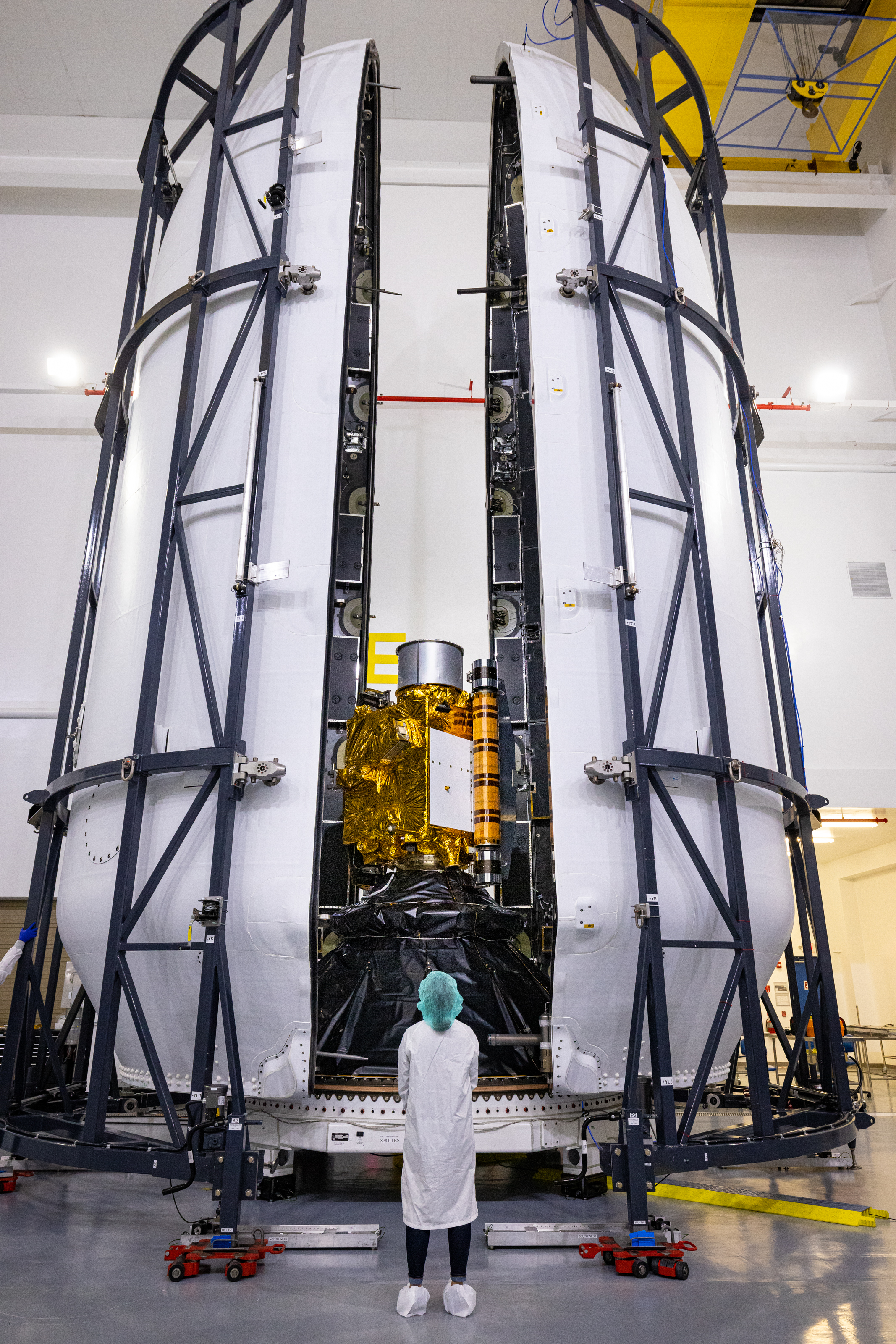
El carenado de carga útil del vehículo de lanzamiento Falcon 9 se adjunta a la nave espacial DART de la NASA (LICIACube visible) el 16 de noviembre de 2021.
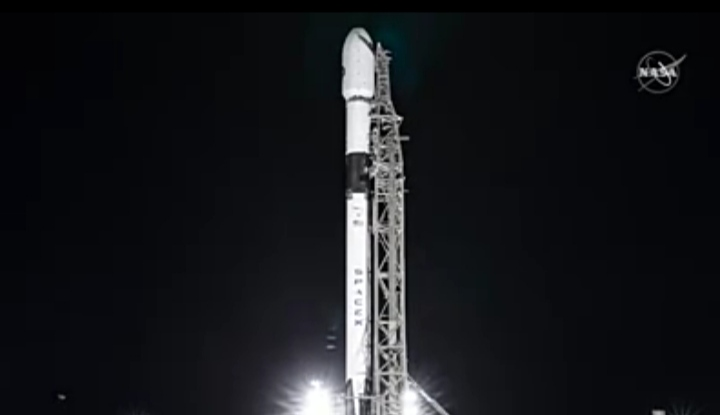
Falcon 9 en la plataforma de lanzamiento con DART (y LICIACube) como carga útil